# 모리쿠보 쇼타로
모리쿠보 쇼타로(森久保祥太郎, 1974년 2월 25일 ~ )는 일본의 성우이자 가수. 소속사는 VIMS. 도쿄도(東京都) 하치오지시(八王子市) 출신. 교토부 사이타마현 오미야 시(지금의 사이타마시)에서 성장. 일본대학 부속 제 3고등학교 졸업, 다마 미술대학 중퇴.
취미는 기타연주와 스키. 성우 외에도 가수로도 활동하고 있다.

## 출연작
※굵은 글자로 표시된 배역은 주역과 메인캐릭터

### TV 애니메이션
1996년
- 기동신세기 건담 X (윌리스 아라미스)
- 우리는 챔피언 (미니사구 파이터)
- VS기사 라무네 40 炎 (소년A)

1998년
- 몽키매직 (손오공)
- 마술사 오펜 (오펜)

1999년
- 천사가 될거야 (라파엘)
- 마술사 오펜 리벤지 (오펜)

2000년
- 진 여신전생 데빌 칠드런 (카이 세츠나)
- 멋지다 코니 (하이)
- 우주인 타로 (담임 선생님)

2001년
- 테니스의 왕자 ~2005 (키리하라 아카야)
- 레이브 (무지카)

2002년
- 나루토 (나라 시카마루)
- 겟 백커즈 (아마노 긴지)

2003년
- 파푸와 (오키타 소지, 데지카 군, 우미기시 군)
- 마탐정 로키 라그나로크 (나루가미 (토루))

2005년
- 메이저 2nd season (시게노 고로)

2006년
- 메이저 3rd season (시게노 고로)
- 엽기인걸 스나코 (타카노 쿄헤이)

2007년
- 나루토 질풍전 (나라 시카마루)
- 디 그레이맨 (저스데로)
- 채운국 이야기（육청아）
- 하야테처럼 （파이터）

2008년
- 메이저 4th season (시게노 고로)

2009년
- 메이저 5th season (시게노 고로)

2010년
- 메이저 6th season (시게노 고로)
- 박앵귀 ~신선조기담~ (오키타 소지)

2011년
- 바쿠만 (KOOGY)
- 페르소나4 the ANIMATION (하나무라 요스케)

2013년
- 노래하는 왕자님 진심 LOVE 2000% (코토부키 레이지)

2014년
- 겁쟁이 페달 (마키시마 유스케)
- 원피스 (바르톨로메오)
- 괴도 조커 (코가 햣키마루)

2019년
- 앙상블 스타즈! (유우키 마코토)

### OVA
1998년
- 피아캐롯에 어서오세요!2 (마에다 코지)
- 청의 6호 (베르그)

2006년
- 테니스의 왕자 OVA (키리하라 아카야)

### 극장판 애니메이션
- 마징가 Z: 인피니티
- 킹 오브 프리즘 -유어 엔드리스 콜- 모두 빛나라! 프리즘 투어즈 (쿠로카와 레이)
- 페어리 테일:극장판-봉황의 무녀 (디스트)
- D5 5명의 탐정

### 게임
- 노래의 왕자님 (코토부키 레이지)
- 페르소나 4 (하나무라 요스케)
- 박앵귀 시리즈 (오키타 소지)
- 삼국연전기 (중모[손권])
- 록맨X (엑스) X5~X7
- 록맨X (다이나모) X5~X6
- 용기전승 2 (랄프 란버스)
- 하얀고양이 프로젝트 (스오우 코지로 요시유키)
- 파라노말 키스 (츠키시로 리히토)

2012년
- 여신전생 페르소나 4 더 골든 (하나무라 요스케)
- 여신전생 페르소나 4 디 얼티메이티드 인 마요나카 아레나 (하나무라 요스케)

2013년
- 죠죠의 기묘한 모험 올스타 배틀 (오토이시 아키라)

2015년
- 앙상블 스타즈! (유우키 마코토)

2018년
- 천총사 (러브★원)

### CD

#### 드라마CD
- Are you Alice? (흰 토끼)